# Love (banda)
Love foi um grupo de rock dos Estados Unidos formado nas décadas de 60 e 70 na cidade de Los Angeles, Califórnia, liderado pelo compositor e guitarrista Arthur Lee.

## História
Formado em 1965, o Love assinou contrato com o selo Elektra Records em 1966, alcançando o sucesso com uma versão de "My Little Red Book" de Burt Bacharach. Seu segundo álbum, Da Capo, de 1967, apresentava composições de Lee e Bryan MacLean, e hoje em dia é considerado um dos melhores discos dos anos 1960, com uma combinação de rock pesado ("Stephanie Knows Who", "7 and 7") e belas canções melódicas ("¡Que Vida!", "She Comes in Colors").
O marco na carreira da banda entretanto foi Forever Changes, também de 67. Seu uso de violões e arranjos de metais e cordas deu origem a um clássico pop, numa afirmação complexa do estranhamento e da violência nos EUA dos anos 1960.
Love, apesar de tudo, nunca alcançou o reconhecimento em massa do público, e depois de gravar mais um compacto a banda se dissolveu. Lee continuou o grupo com novos músicos, sem sucesso todavia.
Depois de passar um período na prisão durante os anos 1990, Arthur Lee montou outra banda, viajando em turnê e tocando as canções clássicas do Love. Arthur morreu em Memphis em agosto de 2006 vítima de leucemia.
O Love exerceu grande influencia para muitos músicos e bandas famosas entre elas Pink Floyd, The Stone Roses, Primal Scream, Led Zeppelin. Robert Plant cita Forever Changes como um de seus álbuns favoritos. Jim Morrison em sua biografia pessoal para a Elektra, lista o grupo uma de suas bandas prediletas.

## Discografia

### Álbuns de estúdio
- 1966: Love
- 1967: Da Capo
- 1967: Forever Changes
- 1969: Four Sail
- 1969: Out Here
- 1970: False Start
- 1975: Reel to Real

### Ao vivo
- 1980: Love Live
- 1982: Studio / Live
- 2003: The Forever Changes Concert

### Coletâneas
- 1995: Love Story 1966-1972
- 2003: The Best of Love

### Singles
- 1966: "My Little Red Book"/A Message To Pretty"
- 1966: "7 and 7 Is" b/w "No. Fourteen"
- 1966: "She Comes In Colors"/"Orange Skies"
- 1967: "Que Vida"/"Hey Joe"
- 1967: "Alone Again Or"/"A House Is Not A Motel"
- 1968: "Your Mind and We Belong Together" b/w "Laughing Stock"
- 1994: "Girl on Fire" b/w "Midnight Sun"

### Outros
- 1992: Arthur Lee and Love